# 丘多沃區

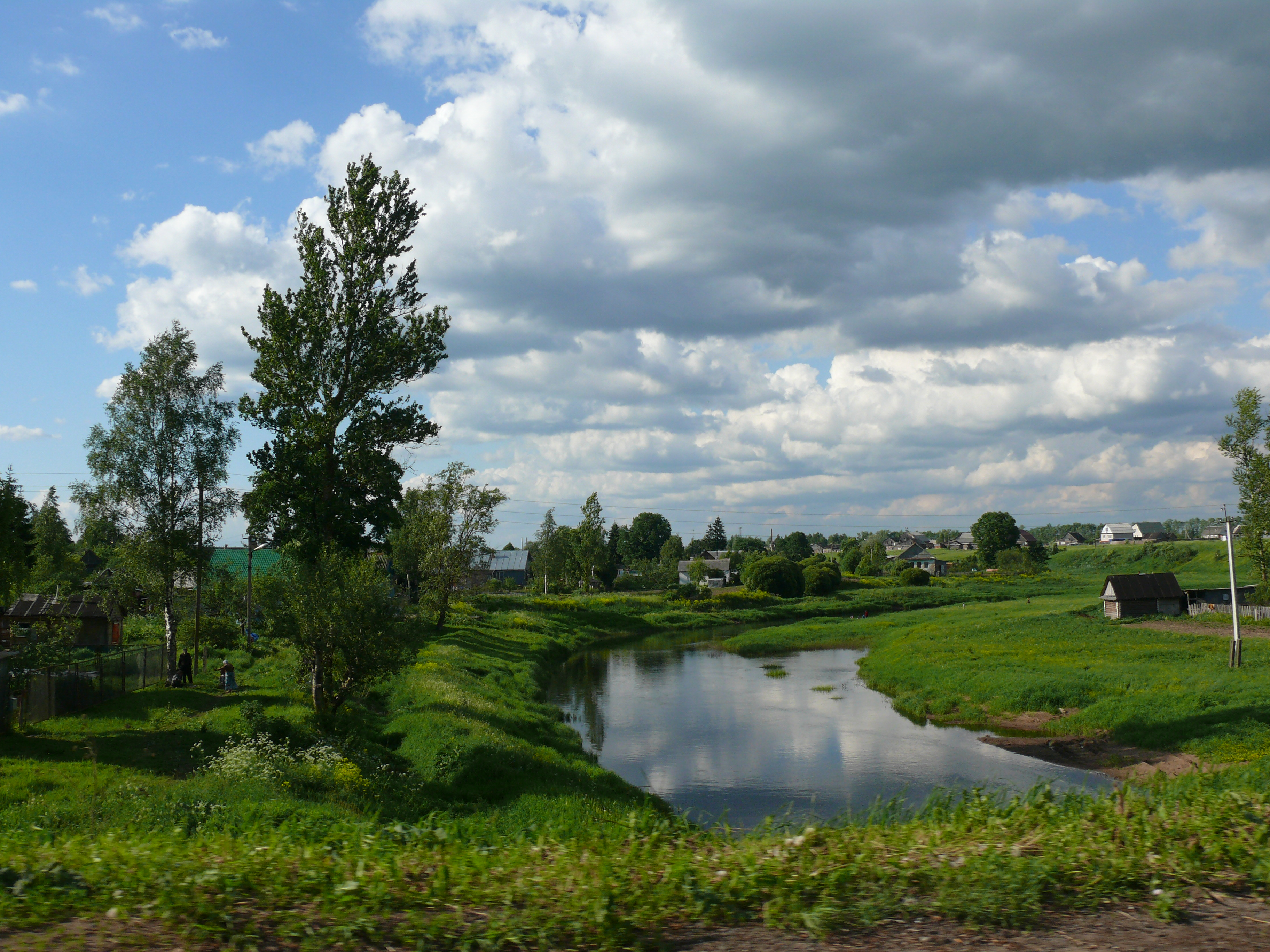

59°08′N 31°40′E / 59.133°N 31.667°E
丘多沃區（俄语：Чудовский район），是俄羅斯的一個區，位於該國西北部，由諾夫哥羅德州負責管轄，始建於1927年10月1日，面積2,370平方公里，2010年人口22,011，人口密度每平方公里9.29人。